# Ingeniero

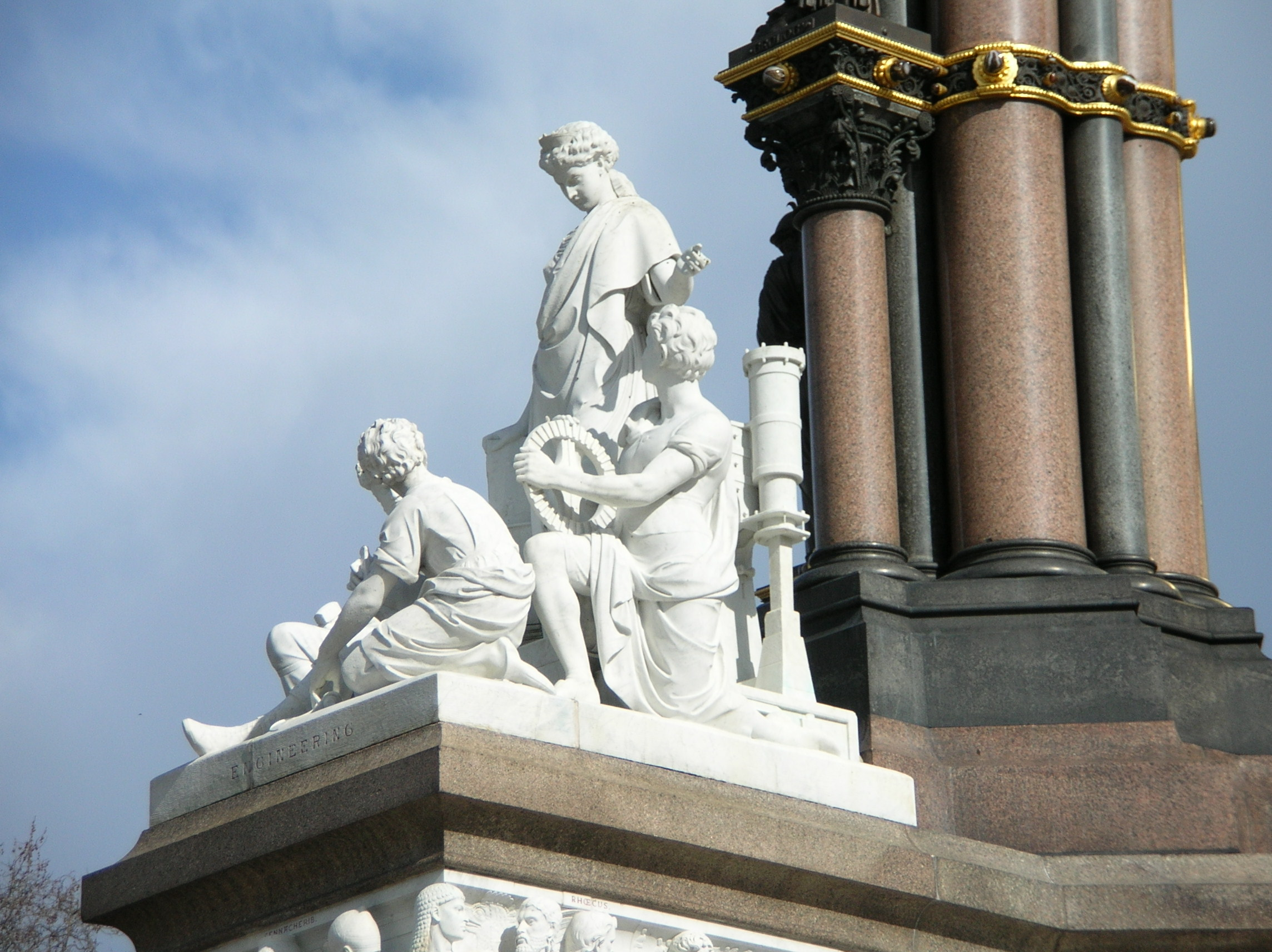
El grupo de ingeniería, Albert Memorial

Un ingeniero (del latín ingenium) es una persona que brinda el servicio de ingeniería por estar titulada para ello. Los ingenieros diseñan materiales, estructuras, máquinas y sistemas teniendo en cuenta las limitaciones impuestas por la practicidad, la seguridad y el coste. En su trabajo, los ingenieros aplican conocimientos científicos (además de otros recursos como su intuición, su experiencia o cálculos económicos) pero el ingeniero no es en sí un científico, aunque numerosas universidades insisten que los conocimientos adquiridos le preparan para la investigación científica.

## Misión

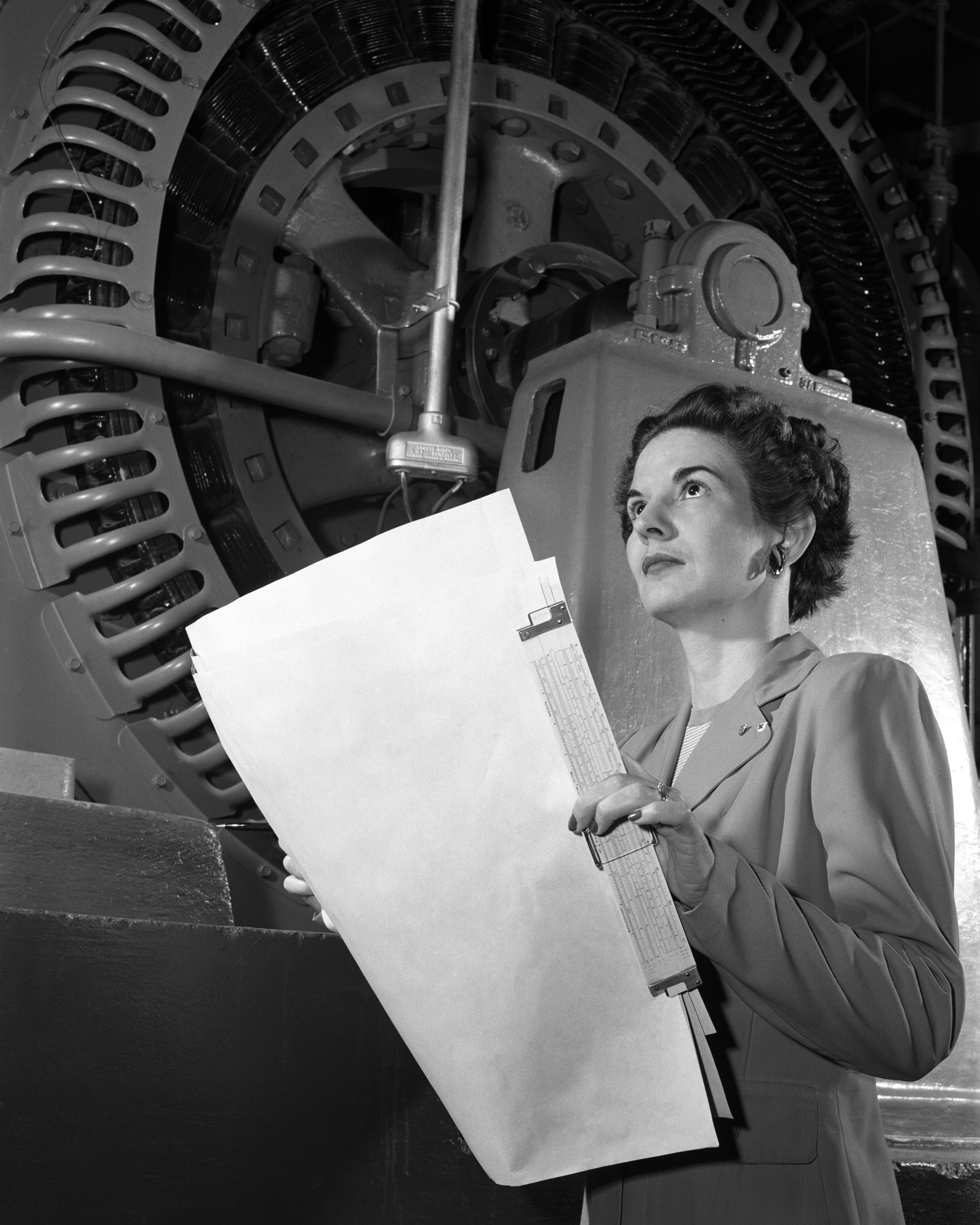
La ingeniera Kitty Joyner analizando la operación de una turbina de túnel de viento, en el Centro de investigación de Langley

La misión del ingeniero es realizar diseños o desarrollar soluciones tecnológicas a necesidades sociales, industriales o económicas. Para ello el ingeniero debe identificar y comprender los obstáculos más importantes para poder realizar un buen diseño. Algunos de los obstáculos son los recursos disponibles, las limitaciones físicas o técnicas, la flexibilidad para futuras modificaciones y adiciones y otros factores como el coste, la posibilidad de llevarlo a cabo, las prestaciones y las consideraciones estéticas y comerciales. Mediante la comprensión de los obstáculos, los ingenieros deciden cuáles son las mejores soluciones para afrontar las limitaciones encontradas cuando se tiene que producir y utilizar un objeto o sistema.
Los ingenieros utilizan el conocimiento de la ciencia, las matemáticas y la experiencia para encontrar las mejores soluciones a los problemas concretos, creando los modelos matemáticos de los problemas que les permiten analizarlos rigurosamente y probar las soluciones potenciales. Si existen múltiples soluciones razonables, los ingenieros evalúan las diferentes opciones de diseño sobre la base de sus cualidades y eligen la solución que mejor se adapta a las necesidades, costo, seguridad y otras condiciones de contorno.
En general, los ingenieros intentan probar si sus diseños logran sus objetivos antes de proceder a la producción en cadena. Para ello, emplean entre otras cosas prototipos, modelos a escala, simulaciones, pruebas destructivas y pruebas de fuerza. Los ensayos comprueban si los artefactos funcionarán como se había previsto.
Para hacer diseños estándares y fáciles, las computadoras tienen un papel importante. Utilizando los programas de diseño asistido por ordenador (DAO, más conocido por CAD, computer-aided design), los ingenieros pueden obtener más información sobre sus diseños. El ordenador puede traducir automáticamente algunos modelos en instrucciones aptas para fabricar un diseño. La computadora también permite una reutilización mayor de diseños desarrollados anteriormente, mostrándole al ingeniero una biblioteca de partes predefinidas para ser utilizadas en sus propios diseños.
Los ingenieros deben tomar muy seriamente su responsabilidad profesional para producir diseños que se desarrollen como estaba previsto y no causen un daño inesperado a la gente en general. Normalmente, los ingenieros incluyen un factor de seguridad en sus diseños para reducir el riesgo de fallos inesperados.
La ciencia intenta abordar la explicación de los fenómenos, creando modelos matemáticos que correspondan con los resultados experimentales. Tecnología e ingeniería constituyen la aplicación del conocimiento obtenido a través de la ciencia, produciendo resultados prácticos. Los científicos trabajan con la ciencia y los tecnólogos con la tecnología. Sin embargo, la ingeniería se desarrolla al congeniar ciencia y tecnología (p. ej., creando formatos, diseños, herramientas y materiales para la industria). No es raro que los científicos se vean implicados en el desarrollo de la tecnología y de la ingeniería por las aplicaciones de sus descubrimientos. De modo análogo los ingenieros y tecnólogos, descubren a veces nuevos fenómenos o teorías que desenvuelven el campo de la ciencia.
Los ingenieros tienen como su función principal hallar soluciones a los problemas utilizando destrezas tecnológicas y científicas; el ingeniero debe tener una gran pericia visual espacial para realizar distintas cosas con ayuda de esta capacidad.
También puede haber conexiones entre el funcionamiento de los ingenieros y los artistas, principalmente en los campos de la arquitectura y del diseño industrial.

### Funciones del ingeniero
1. Administración: participar en la resolución de problemas. Planificar, organizar, programar, dirigir y controlar la construcción y montaje industrial de todo tipo de obras de ingeniería.
2. Investigación: búsqueda de nuevos conocimientos y técnicas, de estudio y en el campo laboral.
3. Desarrollo: empleo de nuevos conocimientos y técnicas.
4. Diseño: especificar las soluciones.
5. Producción: transformación de materias primas en productos.
6. Construcción: llevar a la realidad la solución de diseño.
7. Operación: proceso de manutención y administración para optimizar productividad.
8. Ventas: ofrecer servicios, herramientas y productos.
9. Docencia: dado el nivel de estudios y conocimientos avanzados del ingeniero en muchas ciencias como matemáticas, física, química, economía, administración, etc., está en condiciones de ser un educador o profesor.
10. Gestor de proyectos informáticos.

### Ética profesional
Los ingenieros, a la hora de tomar decisiones, deben tener en cuenta que la vida, la seguridad, la salud, el bienestar de la población y el medio ambiente podrían verse afectados por su juicio y deben colocar estos valores por encima de otras consideraciones, ya sean económicas o de otro tipo. El objetivo principal de la ética en la ingeniería es dar a conocer, las responsabilidades a las que los ingenieros, deben enfrentarse al realizar cualquier tipo de obra, en la que segundas personas podrían salir afectadas.

## Pluridisciplinariedad y colaboración
Muchos proyectos de ingeniería son grandes y complejos. A menudo, diferentes tipos de ingenieros trabajan juntos y se ayudan mutuamente. Por ejemplo, los ingenieros informáticos necesitan ayuda de ingenieros eléctricos para construir un ordenador. La computadora necesita programas escritos por ingenieros de software. La computadora podría ser usada por ingenieros aeroespaciales para controlar un avión. La construcción de un avión involucra un complejo sistema mecánico que requiere la colaboración de ingenieros mecánicos y de sistemas. Además, se necesita una gran cantidad de recursos minerales, como cobre, hierro, silicio, entre otros, para su fabricación. En este sentido, los ingenieros de minas desempeñan un papel fundamental en la extracción de estos recursos. Por otro lado, un ingeniero industrial se ocupa de la puesta en marcha de las fábricas que crean o procesan los materiales y productos anteriores. Además todos o buena parte de estos productos y materias primas deben ser transportados desde y hasta las fábricas y lugares de utilización para lo que hacen falta carreteras, canales y puertos de los que se ocupan los ingenieros de caminos, canales y puertos.

## Lista de algunas misiones específicas del ingeniero
- Los ingenieros aeroespaciales diseñan vehículos espaciales o aviones.
- Los ingenieros navales diseñan buques, submarinos y plataformas "offshore".
- Los ingenieros de armamento y material diseñan armamento.[3]
- Los ingenieros biomédicos diseñan y trabajan con equipos médicos.
- Los Ingenieros agrónomos aplican la ciencia y la tecnología para desarrollar sistemas de producción agropecuaria.
- Los ingenieros químicos utilizan productos químicos para fabricar productos como medicamentos y medicinas o fertilizantes para los cultivos.
- Los ingenieros civiles trabajan en carreteras, puentes, edificios y otras estructuras públicas.
- Los ingenieros de minas se ocupan de la extracción de los recursos minerales, y de todas las estructuras, sistemas, servicios, y gestiones que engloba la actividad minera.
- Los ingenieros informáticos desarrollan ALUs, memorias, Unidades de control y otras piezas de los ordenadores así como los programas que corren en ellas y las manejan.[2]
- Los ingenieros eléctricos trabajan con electricidad y diseñan equipos eléctricos como transformadores, generadores, medidores de energía. Son encargados de la generación, transmisión, distribución y comercialización de la energía eléctrica
- Los ingenieros electrónicos diseñan y construyen dispositivos electrónicos como puertas lógicas, buses, semisumadores binarios completos y otros circuitos y elementos integrados por semiconductores.
- Los ingenieros en alimentos proporcionan la transferencia de conocimiento tecnológico esencial para la producción y comercialización rentable de productos y servicios alimentarios.
- Los ingenieros forestales diseñan actuaciones integrales para la gestión y uso sostenible del medio natural terrestre, fundamentalmente recursos forestales como madera y fijación de carbono, uso energético de biomasa, hábitats, etc.
- Los ingenieros ambientales diseñan e implementan soluciones para remediar y restaurar el medio ambiente.
- Los ingenieros de fabricación diseñan y mejoran las máquinas y las líneas de montaje que hacen las cosas. Trabajan con robots, sistemas hidráulicos y dispositivos neumáticos para ayudar a las empresas a trabajar más rápido, mejor y con menos errores.
- Los ingenieros mecánicos diseñan, calculan y fabrican mecanismos para un fin, como coches, trenes, aviones, naves espaciales. Un ingeniero mecánico también podría ayudar a diseñar estaciones generadoras de electricidad, refinerías de petróleo y fábricas.
- Los ingenieros mecatrónicos construyen robots y máquinas automatizadas, tanto como para mejorar la eficiencia de una industria o como para la investigación.
- Trabajos de ingeniería oceánica y arquitectura naval en la construcción de buques, submarinos y estructuras off-shore.
- Los ingenieros en nanotecnología estudian cosas muy pequeñas, como las cadenas de átomos y cómo se forman.
- Los ingenieros nucleares diseñan y construyen centrales nucleares. También estudian los comportamientos característicos de ciertos elementos radioactivos o inestables.
- Los ingenieros estructurales se están ocupando del diseño y análisis de edificios y estructuras grandes que no son edificios para soportar la gravedad y las cargas del viento, así como los desastres naturales.
- Los ingenieros de software diseñan y escriben programas para computadoras.
- Los ingenieros de sistemas observan cuán complicadas son las cosas y tratan de hacerlas más rápidas e inteligentes.
- Los ingenieros en telecomunicaciones resuelven problemas de transmisión y recepción de señales e interconexión de redes.
- Los ingenieros de redes y comunicaciones son los encargados de la planificación, diseño, implementación y mantenimiento de la infraestructura de red de las empresas, además de garantizar la seguridad y el rendimiento de la red, así como de solucionar problemas técnicos relacionados con la misma.
- Los ingenieros multimedia desarrollan productos digitales y soluciones a problemas que requieran la participación de componentes y objetos multimedia en procesos de comunicación y divulgación de información en diferentes sectores de la industria.
- Los ingenieros industriales son encargados del talento humano, logística, seguridad industrial y producción. El ingeniero tiene a su cargo labores administrativas y productivas.